# Marie-Armande de Rambures
Marie-Armande de Rambures, känd som Mademoiselle de Rambures född 1662, död 1689, var en fransk hovfunktionär. Hon var omtalad som mätress till den franska tronföljaren Ludvig av Frankrike. 

## Biografi
Marie-Armande var dotter till René, Marquis de Rambures (d. 1671) och Marie Bautru des Matras (d. 1683). Hon blev hovfröken hos Frankrikes kronprinsessa Maria Anna Victoria av Bayern 1679. Som sådan lydde hon under Marguerite de Montchevreuil. Hon beskrivs inte som vacker men som kvick och charmerande och attraktiv till sättet.
Elisabeth Charlotte av Pfalz anklagar i sina memoarer Marguerite de Montchevreuil för att arrangera för kronprinsen att vara otrogen med kronprinsessans hovfröknar Marie-Armande de Rambures och Louise-Victoire de La Force medan hans maka uppehölls av sina gunstling Barbara Bessola, på uppdrag av Madame de Maintenon. Förhållandet väckte skandal. Hon var kronprinsens första mätress.
Marie-Armande de Rambures gifte sig 1686 med Scipio Sidoine Apollinaire Gaspard de Polignac (1660–1739). Äktenskapet hade arrangerats av kungen för att avlägsna henne från hovet. Hon fick inga barn.